# Astrocystis cyatheae
Astrocystis cyatheae är en svampart som beskrevs av L.E. Petrini 2003. Astrocystis cyatheae ingår i släktet Astrocystis och familjen kolkärnsvampar.   Inga underarter finns listade i Catalogue of Life.